# 福岡県道63号長行田町線
福岡県道63号長行田町線（ふくおかけんどう63ごう おさゆきたまちせん）は、福岡県北九州市小倉南区から北九州市小倉北区に至る県道（主要地方道）である。

## 概要
北九州市小倉南区長行東2丁目から北九州市小倉北区室町1丁目に至る。勝山公園では一部区間で県道指定から外されており、そばにある勝山公園トンネルで迂回する必要がある。

### 路線データ
- 起点：福岡県北九州市小倉南区長行東2丁目（長行交差点、国道322号交点、福岡県道269号合馬長行線終点）
- 終点：福岡県北九州市小倉北区室町1丁目（西小倉駅前交差点、国道199号旧道交点）

## 歴史
1993年（平成5年）3月まで、整理番号63は北九州市若松区と遠賀郡芦屋町を結ぶ主要地方道・若松芦屋線（同年4月に全区間が国道495号の一部として指定）が使用していた。

### 年表
- 1993年（平成5年）5月11日 - 建設省から、県道長行田町線が長行田町線として主要地方道に指定される[1]。

## 路線状況

### 重複区間
- 福岡県道269号合馬長行線（北九州市小倉南区長行東2丁目・長行交差点（起点） - 北九州市小倉南区長尾5丁目・長尾小学校入口交差点）

### 道路施設

#### 橋梁
- 平橋（北九州市小倉南区）
- 紫橋（紫川、北九州市小倉北区）

#### トンネル
- 勝山公園トンネル：延長150 m、2005年（平成17年）竣工、北九州市小倉北区

## 地理

### 通過する自治体
- 北九州市（小倉南区 - 小倉北区）

### 交差する道路
| 交差する道路                                   | 市町村名 | 市町村名 | 交差する場所 | 交差する場所            |
| ---------------------------------------------- | -------- | -------- | ------------ | ----------------------- |
| 国道322号 福岡県道269号合馬長行線 重複区間起点 | 北九州市 | 小倉南区 | 長行東2丁目  | 長行交差点 / 起点       |
| 福岡県道269号合馬長行線 重複区間起点           | 北九州市 | 小倉南区 | 長尾5丁目    | 長尾小学校入口交差点    |
| 福岡県道63号長行田町線 / 支線                  | 北九州市 | 小倉南区 | 蒲生4丁目    |                         |
| 福岡県道51号曽根鞘ヶ谷線                       | 北九州市 | 小倉南区 | 蒲生2丁目    | 蒲生交差点              |
| 北九州高速1号線                                | 北九州市 | 小倉北区 | 東篠崎2丁目  | 105 篠崎南出入口        |
| 北九州高速1号線                                | 北九州市 | 小倉北区 | 東篠崎3丁目  | 106 篠崎北出入口        |
| 国道3号                                        | 北九州市 | 小倉北区 | 貴船町       | 貴船橋東交差点          |
| 国道199号 / 旧道                               | 北九州市 | 小倉北区 | 室町1丁目    | 西小倉駅前交差点 / 終点 |
| 支線                                           |          |          |              |                         |
| 福岡県道63号長行田町線 / 本線                  | 北九州市 | 小倉南区 | 蒲生4丁目    |                         |
| 福岡県道51号曽根鞘ヶ谷線                       | 北九州市 | 小倉南区 | 大字蒲生     |                         |

### 交差する鉄道
- 日豊本線

### 沿線
- 北九州市立長行小学校
- 北九州市立今町小学校
- 紫川
- TOTO本社
- TOTOミュージアム
- 小倉北区役所
- 北九州市役所
- 北九州市立中央図書館
- 北九州市立松本清張記念館
- 勝山公園
- 小倉北警察署
- 小倉城
- 西日本工業大学
- 北九州市立思永中学校
- リバーウォーク北九州